# Emich de Wurtemberg
Emich de Wurtemberg, fils de Jean de Wurtemberg, fut le premier comte de Wurtemberg en même temps que son frère Louis, en 1143.
Depuis la mort de leur père en 1137, ils étaient co-seigneurs de Wurtemberg. Ils furent co-comtes jusqu'au décès d'Emich en 1154, après quoi Louis régna seul.